# Most w Annopolu
Most w Annopolu – most drogowy na 298,4 kilometrze Wisły w Annopolu (województwo lubelskie), w ciągu drogi krajowej DK74 otwarty 26 stycznia 1967 roku.

## Wymiary mostu
- długość 571,54 m
- szerokość 9,90 m
- maksymalna rozpiętość 67,00 m

## Konstrukcja
Ustrój nośny wykonany z prefabrykowanych belek kablobetonowych, składa się z 10 przęseł wolnopodpartych oraz 3 przęseł uciąglonych. Podpory betonowe na palach Franki są częściowo oblicowane kamieniem, posadowione na kesonach w nurcie i na palach na terenie zalewowym zespolone z żelbetową płytą.

## Główni projektanci
- mgr inż. Adolf Łukaszewicz - podpory
- mgr inż. Stefan Filipiuk - konstrukcja

## Historia
Pierwsze wzmianki o budowie mostu pochodzą z roku 1812. Jednak udokumentowane dane pochodzą dopiero z roku 1914, gdy Rosjanie wybudowali w Annopolu drewniany most wysokowodny. Na początku maja 1915 roku po przełamianiu frontu most został spalony. W jego miejsce zbliżające się od południa wojska austriackie przerzuciły most pontonowy. Budowę stałej konstrukcji o długość 852 m rozpoczęto 28 maja 1916 roku pod kierownictwem porucznika Juliusza Fidlera. Konstrukcję ustroju nośnego stanowiły kratownice drewniane z jazdą dołem. Przęsła nurtowe miały długość 35 m. Przęsła zalewowowe miały konstrukcję leżajową. Budowę zakończono 4 listopada 1916 roku. Most przetrwał do 6 września 1939, gdy w wyniku zbliżającego się natarcia wojsk niemieckich został zniszczony przez saperów Armii Lublin. W roku 1940 wojska niemieckie wybudowały nowy most wysokowodny o konstrukcji drewnianej. Został on poważnie uszkodzony w wyniku prowadzonych od lipca 1944 do stycznia 1945 roku na tym terenie walk.
W wyniku decyzji Ministerstwa Komunikacji w roku 1946 postanowiono odbudować most jako półstały drewniano – stalowy. W nurcie rzeki zastosowano dźwigary stalowe blachownicowe o rozpiętościach do 35 m, a na terenach zalewowych belki dwuteowe walcowane o rozpiętościach od 8 do 17 m. Most o długości 960 m otwarto dla ruchu 30 kwietnia 1948 r.
W wyniku zagrożeń, wynikających z uszkodzeń drewnianych podpór – w roku 1963 przystąpiono do budowy nowej przeprawy o konstrukcji stałej. Przęsła wykonano z prefabrykowanych belek sprężonych kablobetonowych. Wysokości przęseł mają od 2,10 do 3,50 m nad podporami w nurcie rzeki. Budowę mostu zakończono w marcu 1966 roku, a uroczyste otwarcie nastąpiło 26 stycznia 1967 roku.

## Najbliższe mosty naWiśle
- Most na Wiśle w Kamieniu w ciągu drogi wojewódzkiej nr 747 - 34,6 km w dół rzeki
- Most Kolejowy w Zalesiu Gorzyckim w ciągu linii kolejowej nr 25 - 24,43 km w górę rzeki
- Most Na Wiśle w Sandomierzu w ciągu drogi krajowej DK77 – 28,4 km w górę rzeki